# NGC 1275
L'objecte NGC 1275 és un conjunt de dues galàxies, una davant l'altra, a la constel·lació de Perseu. La galàxia en segon pla és una galàxia el·líptica i davant hi ha una galàxia espiral. Són a uns 235 milions d'anys llum de la Terra.

## La galàxia el·líptica
La galàxia principal d'NGC 1275 (Perseu A, UGC 2669, QSO B0316+413 o PGC 12429) és una galàxia gegant difusa, és a dir, una galàxia el·líptica supermassiva que es troba al centre del Cúmul de galàxies de Perseu. És una galàxia de Seyfert amb nucli actiu: alguns autors han assenyalat que presenta activitat tipus blàzar, similar al de la galàxia BL Lacertae. En qualsevol cas, presenta moltes de les característiques pròpies de les galàxies actives. A més és una radiofont coneguda com a Perseus A. Hom creu que té un forat negre supermassiu al centre, amb una massa de 340 milions de masses solars.
NGC 1275 també és extremadament rica en hidrogen molecular, amb una massa estimada de gas de 13.000 milions de masses solars, cosa que és conseqüència del refredament i subseqüent atracció per part d'aquesta galàxia del gas calent que omple el medi intergalàctic de Perseu, el qual s'acaba concentrant al centre de NGC 1275 i produeix l'activitat visible al seu nucli i una elevada taxa de formació d'estels.

## La galàxia espiral
La galàxia espiral (HVS) es troba en primer pla respecte a la galàxia geganta difusa. Es mou cap a la galàxia el·líptica a una velocitat de 3000 km/s, i es pensa que s'està fusionant amb el cúmul de Perseu. La seva estructura és desbaratada per la forta atracció gravitatòria de la galàxia el·líptica, de la qual està separada per almenys 110 kiloparsecs.